# Disa venusta
Disa venusta är en orkidéart som beskrevs av Harry Bolus. Disa venusta ingår i släktet Disa och familjen orkidéer. Inga underarter finns listade i Catalogue of Life.